# Odd Einar Dørum

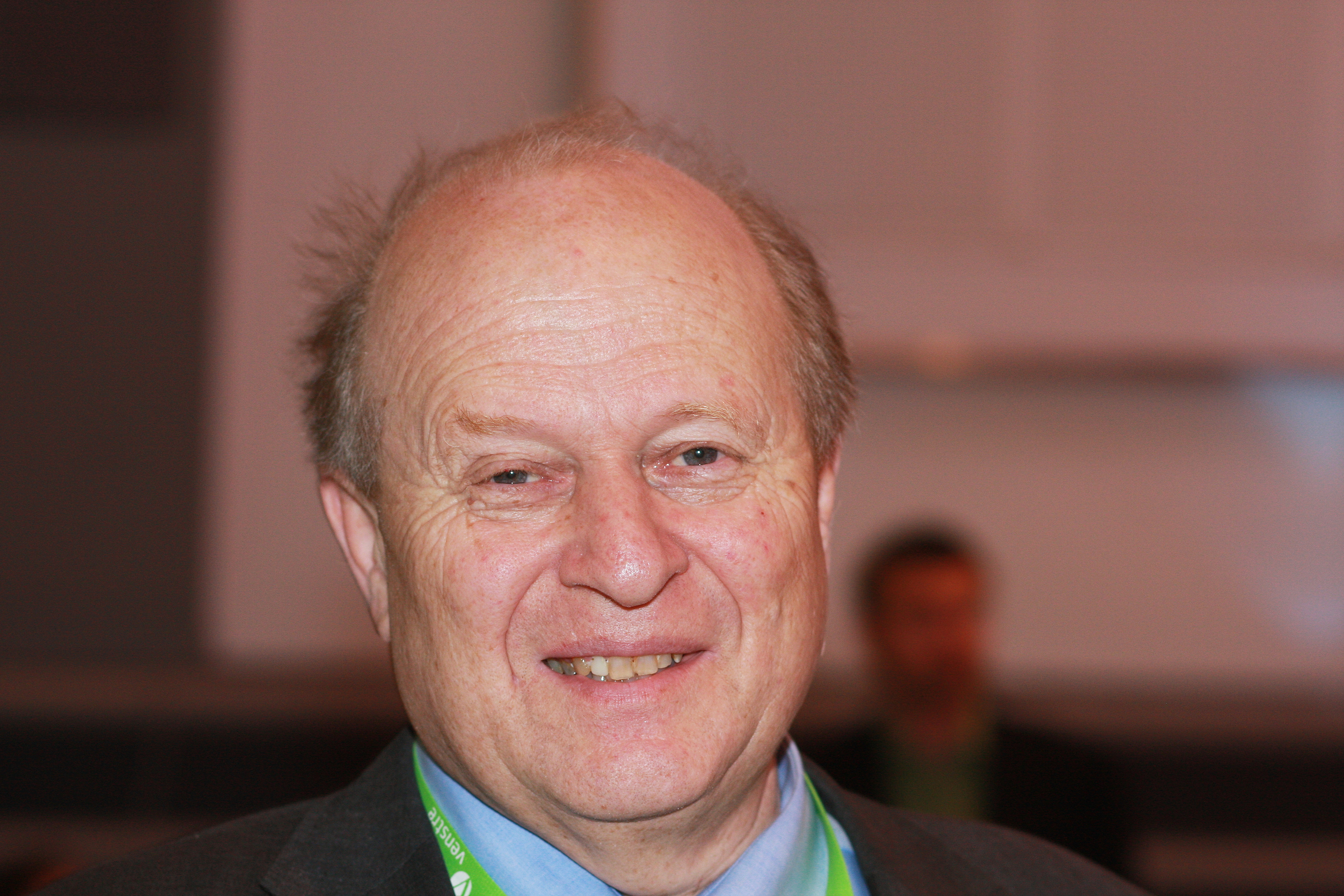
Odd Einar Dørum (2009)

Odd Einar Dørum (* 12. Oktober 1943 in Oslo) ist ein norwegischer liberaler Politiker (Venstre).

## Leben
Dørum ist Sohn von Odd Werge Dørum und der Deutschen Edith Donner.
Zwischen 1967 und 1971 sowie erneut von 1976 bis 1979 war er Mitglied im Stadtrat von Trondheim. Von 1970 bis 1972 war er Vorsitzender der Jugendorganisation der Liberalen (Unge Venstre). Von 1982 bis 1986 und erneut von 1992 bis 1996 war er Parteivorsitzender.
Von 1977 bis 1981 gehörte Dørum dem norwegischen Parlament Storting an, wo er die ehemalige Provinz Sør-Trøndelag vertrat. In den Jahren 1995 bis 1997 sowie erneut in der Legislaturperiode von 2011 bis 2015 war er Stadtrat von Oslo. Zwischen 1997 und 2009 war er erneut Parlamentsabgeordneter, nun jedoch für den Wahlkreis Oslo.
Am 17. Oktober 1997 wurde er zum Verkehrsminister in der Regierung Bondevik I ernannt. Am 15. März 1999 wechselte er als Minister ins Ministerium für Justiz und Polizei und er übte dieses Amt bis zum Ende der Regierung am 17. März 2000. In der Regierung Bondevik II wurde er am 19. Oktober 2001 erneut Justizminister, was er bis zum 17. Oktober 2005 blieb.

## Politische Positionen
Dørum tritt gegen einen Beitritt Norwegens in die Europäische Union (EU) ein. Er hält stattdessen daran fest, dass Norwegen Teil des Europäischen Wirtschaftsraums bleibt. Bei einer Rede auf dem Parteitag der Venstre im September 2020 erklärte er, dass er nicht wolle, dass die Europäische Zentralbank Norwegen leite.